# Pecteilis gigantea
Pecteilis gigantea — вид квіткових рослин родини орхідні (Orchidaceae). Росте в Індії та Південно-Східній Азії у вічнозелених лісах на висоті до 600 м над рівнем моря. Вони зустрічаються на болотистих луках з невеликим вмістом органічної речовини. Дикі кабани їдять їхні бульби. Цю орхідею легко виростити.

## Опис

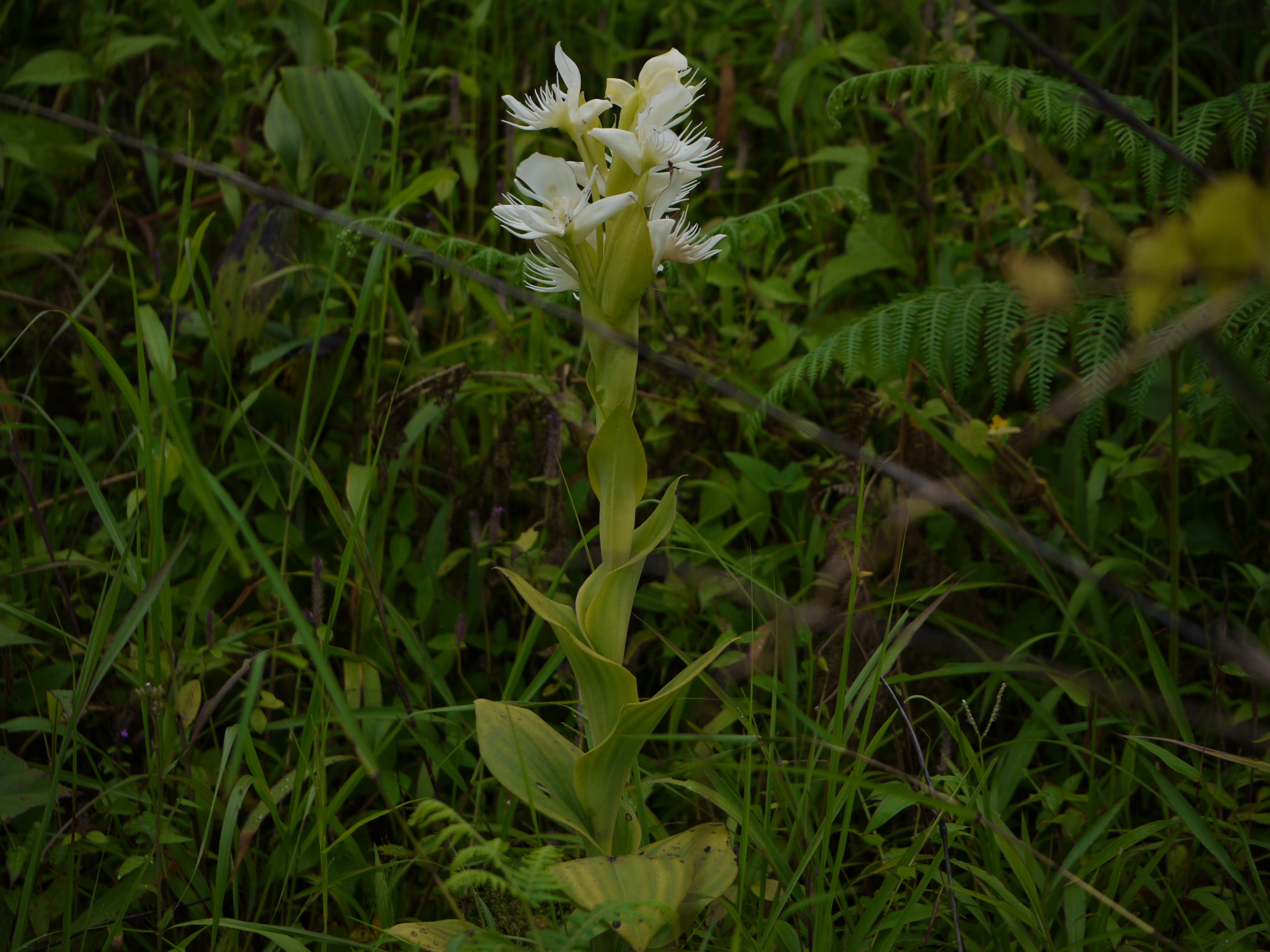

Рослина виростає до 1 метра заввишки. Квітка білого кольору. Має крилоподібні чашолистки і бахромчасті губні частки, що візуально нагадують метеликів або маленьких пташок.